# Омсукчан (аэропорт)
Аэропорт «Омсукчан» — региональный аэропорт, расположен в 7 км от посёлка Омсукчан Магаданской области. Обеспечивает регулярное и чартерное авиасообщение с областным центром — Магаданом.

## Принимаемые типыВС
Ан-2, Ан-12, Ан-24, Ан-26, Ан-28, Ан-30, Ан-74, Ан-140, Л-410, Як-40 и более лёгкие, вертолёты всех типов.

## Показатели деятельности
Данные из запроса в Викиданные.
| год        | 2014 | 2015  | 2016  | 2017 | 2019 | 2020 | 2021 |
| пассажиров | 5874 | ↗5936 | ↗7307 | 7015 | 8053 | 6532 | 7886 |
| Источники: |      |       |       |      |      |      |      |